# Droga krajowa B452 (Niemcy)
Droga krajowa 452 (niem. Bundesstraße 452) – niemiecka droga krajowa przebiegająca na osi północ - południe z Eschwege do Wehretal w północnej Hesji.